# Куценко Сергій Вікторович
Сергі́й Ві́кторович Куце́нко (4 грудня 1981 — 3 вересня 2014) — солдат Збройних сил України, учасник російсько-української війни.

## Життєвий шлях
Народився 1981 року в смт Жовтневе (Білопільський район, Сумська область). 1999 року закінчив загальноосвітню школу селища Жовтневе. Пройшов строкову службу в лавах ЗСУ. Закінчив Сумське училище професійної підготовки працівників міліції. Познайомився з працівницею лікарні Мариною, незабаром побралися.
З жовтня 2010 року працював електрогазозварником в об'єднаному цеху двоокису титану на ПАТ «Сумихімпром».
У березні 2014 року мобілізований, механік-водій-кранівник, 9-та реактивна батарея 3-го реактивного артилерійського дивізіону, 27-й реактивний артилерійський полк. З літа 2014-го перебував у складі підрозділу в зоні бойових дій. Не завжди відповідав на дзвінки, а 3 вересня перетелефонував усім родичам та знайомим, відповідав на усі дзвінки.
3 вересня 2014-го загинув під час обстрілу з території РФ із РСЗВ «Смерч» базового табору 27-го полку під Старобільськом — згорів із своїм «Ураганом» в ангарі.
Без Сергія лишились дружина Марина та син Руслан 2010 р.н.
Похований 9 вересня 2014 року в місті Суми, Центральне кладовище, Алея поховань Почесних громадян.

## Нагороди та вшанування
За особисту мужність і героїзм, виявлені у захисті державного суверенітету та територіальної цілісності України, вірність військовій присязі під час російсько-української війни, відзначений — нагороджений
- орденом «За мужність» III ступеня (посмертно)
- «Почесний громадянин міста Суми» (посмертно, 2.12.2015)
- Його портрет розміщений на меморіалі «Стіна пам'яті полеглих за Україну» у Києві: секція 4, ряд 8, місце 1
- Вшановується в меморіальному комплексі «Зала пам'яті», в щоденному ранковому церемоніалі 3 вересня[1]